# バルテレミ・シネニエズ
バルテレミ・シネニエズ（フランス語: Barthélémy Chinenyeze, 1998年2月28日 - ）は、フランスの男子バレーボール選手。

## 来歴
2021年、2020年東京オリンピックで金メダルを獲得し、ドリームチームのベストミドルブロッカーとなった。

## 球歴
- フランス代表
  - オリンピック - 2020東京、2024年
  - 世界選手権 - 2018年
  - 欧州選手権 - 2017年、2019年、2021年
  - ネーションズリーグ - 2018年、2019年、2021年、2022年
  - ワールドリーグ - 2017年

## 所属クラブ
- Spacer's Toulouse (fr) （2016-2017年）
- アセコ・レソヴィア・ジェシュフ (pl) （2017-2018年）
- トゥールVB（2018-2019年）
- ヴィボ・ヴァレンツィア (it) （2019-2021年）
- パワーバレー・ミラノ（2021-2022年）
- ASバレー・ルーベ（2022年-）

## 受賞歴
- 2021年 - 2020東京オリンピック - ベストミドルブロッカー